# Samuel Russom
Samuel Russom, född 3 januari 1991, är en svensk-eritreansk friidrottare (långdistans- och terränglöpning). Han tävlar inom Sverige för klubben Hässelby SK. Vid SM 2020 vann han guld på halvmaraton och tog dessutom medalj på både banlopp samt terräng- och gatlopp. Vid SM 2022 tog Russom guld på maraton.
Samuel Russom deltog i SM i halvmaraton 2025 som avgjordes den 10 maj i samband med Kungsholmen Runt, ett lopp arrangerat av FK Studenterna på en flack sexvarvsbana med start och mål vid Rålambshovsleden i Stockholm. Där tog han sitt tredje SM-guld i distansen med tiden 1:02:56. han blev också bäste svensk på Stockholm marathon 2025.   

## Personliga rekord
| Utomhus - 1 engelsk mil – 4.13,4 (Helsingborg, Sverige 19 juli 2020) - 3 000 meter – 8.54,1 (Ystad, Sverige 19 juni 2019) - 5 000 meter – 13.58,23 (Norrköping, Sverige 7 augusti 2022) - 10 000 meter – 28.41,48 (Norrköping, Sverige 5 augusti 2022) - 10 km landsväg – 28.29 (Ystad, Sverige 23 april 2023) - Halvmaraton – 1:02.28 (Göteborg, Sverige 21 maj 2022) - Maraton – 2:07.57 (Sevilla, Spanien 18 februari 2024) | Inomhus - 3 000 meter – 8.15,13 (Malmö, Sverige 19 februari 2021) |